# Celtic Woman: A Christmas Celebration
Celtic Woman: A Christmas Celebration è il secondo album delle Celtic Woman

## Tracce
1. Chloë Agnew, Órla Fallon, Lisa Kelly, Máiréad Nesbitt, Méav Ní Mhaolchatha – O Holy Night" – 4:27
2. Órla Fallon – Away in a Manger – 2:32
3. Chloë Agnew, Órla Fallon, Lisa Kelly, Máiréad Nesbitt, Méav Ní Mhaolchatha – Ding Dong Merrily on High – 2:49
4. Chloë Agnew, Lisa Kelly, Méav Ní Mhaolchatha – White Christmas – 3:21
5. Máiréad Nesbitt, Méav Ní Mhaolchatha – Silent Night – 3:25
6. Chloë Agnew, Órla Fallon, Lisa Kelly, Máiréad Nesbitt, Méav Ní Mhaolchatha – Christmas Pipes – 3:54
7. Lisa Kelly – The Christmas Song – 3:35
8. Máiréad Nesbitt – Carol of the Bells – 2:20
9. Chloë Agnew, Órla Fallon, Lisa Kelly, Máiréad Nesbitt, Méav Ní Mhaolchatha – Have Yourself a Merry Little Christmas – 2:27
10. Chloë Agnew – Panis Angelicus – 3:58
11. Chloë Agnew, Máiréad Nesbitt, Méav Ní Mhaolchatha – Don Oíche Úd i mBeithil (Quella notte a Betlemme) – 2:45
12. Chloë Agnew, Órla Fallon, Lisa Kelly, Máiréad Nesbitt, Méav Ní Mhaolchatha – O Come All Ye Faithful – 3:52
13. Chloë Agnew, Órla Fallon – The Little Drummer Boy – 3:48
14. Méav Ní Mhaolchatha – The Wexford Carol – 3:07
15. Chloë Agnew, Órla Fallon, Lisa Kelly, Máiréad Nesbitt, Méav Ní Mhaolchatha – Let It Snow! (Bonus track) – 2:30